# Karakol (See)
Der Karakol-See (chinesisch 喀拉库勒湖, Pinyin Kālākùlè Hú; kirgisisch: „Schwarzer See“) ist ein See im äußersten Westen von China.

## Geographie
Er liegt in Xinjiang, etwa 200 km südlich von Kaschgar entfernt im Kirgisischen Autonomen Bezirk Kizilsu am Karakorum Highway. Mit einer Höhe von 3600 m ist der See der höchstgelegene auf dem Pamirplateau.
Zu den höchsten ganzjährig schneebedeckten Bergen, welche den See umgeben, gehören Muztagata (7509 m), Kongur Shan (7649 m) und Kongur Jiubie (7530 m).
Der Chemismus des Seewassers und der Sedimente ist stark von den nahen Gletschern beeinflusst.

## Tourismus
Der See ist ein beliebtes Ziel für Abenteuerreisende und berühmt für seine surreale Szenerie, welche sich mit großer Klarheit im Seewasser spiegelt, das von Dunkelgrün bis Azur- und Hellblau die verschiedensten Färbungen annimmt. Es gibt zwei kirgisische Siedlungen am Karakol-See: eine Ansammlung von Nomadenzelten etwa 1 km östlich des Bus-Absetzpunktes, und ein Dorf mit Steinhäusern nahe dem Westufer.
Der Karakol-See ist eines der beeindruckendsten Naturziele in Westchina – eine Tatsache, die dem chinesischen Tourismus nicht verborgen geblieben ist. Bis jetzt wurde ein Resort errichtet, in dem Touristen in einem Restaurant essen, auf Kamelen reiten oder die Nacht in Räumen oder Zelten verbringen können. Diese Entwicklung beschränkt sich bis jetzt vor allem auf die Stunden um die Mittagszeit; gegen Abend und am Morgen hat der Reisende den See ganz für sich allein, zusammen mit den kirgisischen Einheimischen. Mit den Anfängen des Resorts und dem gegenwärtigen Ausbau des Highways ist jedoch zu erwarten, dass dieser abgelegene Teil Chinas bald enger ans Mutterland und dessen boomenden Tourismus angeschlossen sein wird.